# لوسیانو دی پائولا
لوسیانو دی پائولا (انگلیسی: Luciano De Paola؛ زادهٔ ۳۰ مهٔ ۱۹۶۱) بازیکن فوتبال اهل ایتالیا است.
از باشگاه‌هایی که در آن بازی کرده‌است می‌توان به باشگاه فوتبال کوزنتسا کالچو، باشگاه ورزشی لاتزیو، باشگاه فوتبال فروزینونه، باشگاه فوتبال برشا، باشگاه فوتبال کالیاری، باشگاه فوتبال کروتونه، باشگاه فوتبال آتالانتا، و باشگاه فوتبال یو. اس. پرگولیتزه اشاره کرد.